# 入谷正典
入谷 正典（いりたに まさのり、1928年10月15日 - ）は、大阪府大阪市出身の元プロ野球選手（投手）・コーチ、解説者。

## 経歴

### 明治大学時代まで
関西甲種商業学校卒業後の1948年に明治大学へ進学し、1年次の同年から多彩な変化球を武器に主戦投手として活躍。3学年上の杉下茂とのダブルエースとして名を馳せ、同年は春秋を通じてチームの全勝ち星を二人で分けあった。杉下が卒業した2年次の1949年からはエースとなり、同年には年間12勝を記録。4年次の1951年まで活躍を続け、東京六大学リーグ通算70試合登板・32勝21敗の成績を残す。通算32勝は六大学史上12位、明大に限れば後輩の秋山登（33勝）に次ぐ2位で、32勝中27勝が完封勝利、27勝中6勝は無四球勝利であった。

### 巨人時代
大学卒業後の1952年に読売ジャイアンツへ入団し、1年目の同年は4月3日の松竹戦（後楽園）で初登板。藤本英雄の2番手としてマウンドに上がったが、小林章良に2ラン本塁打を打たれて降板。結果は8-7で巨人が勝利したが、ほろ苦いデビュー戦となった。
1年目は0勝に終わったが、2年目の1953年にブレイク。同年4月16日の広島戦（大竹警察学校）で初勝利を挙げると、同21日の洋松戦（後楽園）では初先発登板を完投勝利で飾る。同年は大友工・藤本・別所毅彦・中尾碩志に次ぐ先発投手として活躍し、自身最初で最後の2桁勝利となる11勝を挙げてチームのリーグ3連覇に貢献。同年の日本シリーズでは南海と対戦し、第5戦（大阪）に先発登板。柚木進との投げ合いを制して完封勝利を記録し、チームの3年連続日本一の立役者となった。
その後は徐々に登板機会が減少して、1954年が7勝、1955年が5勝と勝ち星を落とす。未勝利に終わった1956年限りで現役を引退。

### 引退後
その後は日本短波放送「プロ野球ナイトゲーム中継」解説者（1957年 - 1961年）・大洋ホエールズ二軍投手コーチ（1962年 - 1964年）→スカウトを経て、サラリーマン生活の傍ら、明大野球部OB会「駿台倶楽部」会長を務めた。スカウト時代には高校時代の杉山知隆に目を付けたが、入団には至らなかった。
1993年頃には横浜市内の運送会社社長を務めていた入谷は大洋で主戦格投手として活躍しつつも、1991年オフの不祥事で球団を解雇された中山裕章を社員として採用しつつ、中山の球界復帰のため署名活動などを行った。これが実を結び同年12月、中山は中日ドラゴンズに打撃投手として採用され、1994年シーズン途中より現役復帰を果たした。

## 選手としての特徴
非常に細身で、マウンドに立つと味方選手からも「ガイコツの裸踊り」とヤジられるほどであった。サイドスローから大きなカーブとシュートを投げ分けた。同じ明治大学の出身で洋松ロビンスの主砲であった岩本義行が入谷を非常に苦手とし、鬼も逃げ出す弁慶のような岩本が、まるで青鉛筆のような入谷のスローカーブに全くタイミングが合わず翻弄されていた。
1955年ごろの巨人のアメリカ遠征で、別所毅彦ら速球投手がメジャーリーグの打者にみな滅多打ちにあっていたところ、入谷は全くスピードがないのに打者のバットが球に当たらず抑え込んだ。この時の入谷の投球は「力には技で立ち向かえ」との教訓を残し、以降の日米決戦で大いに参考になったという。　

## 詳細情報

### 年度別投手成績
| 年 度     | 球 団     | 登 板 | 先 発 | 完 投 | 完 封 | 無 四 球 | 勝 利 | 敗 戦 | セ 丨 ブ | ホ 丨 ル ド | 勝 率 | 打 者 | 投 球 回 | 被 安 打 | 被 本 塁 打 | 与 四 球 | 敬 遠 | 与 死 球 | 奪 三 振 | 暴 投 | ボ 丨 ク | 失 点 | 自 責 点 | 防 御 率 | W H I P |
| --------- | --------- | ----- | ----- | ----- | ----- | -------- | ----- | ----- | -------- | ----------- | ----- | ----- | -------- | -------- | ----------- | -------- | ----- | -------- | -------- | ----- | -------- | ----- | -------- | -------- | ------- |
| 1952      | 巨人      | 10    | 0     | 0     | 0     | 0        | 0     | 0     | --       | --          | ----  | 89    | 23.1     | 17       | 1           | 1        | --    | 2        | 11       | 0     | 0        | 5     | 5        | 1.88     | 0.77    |
| 1953      | 巨人      | 29    | 19    | 10    | 2     | 0        | 11    | 7     | --       | --          | .611  | 716   | 174.1    | 159      | 14          | 44       | --    | 1        | 63       | 0     | 1        | 61    | 46       | 2.37     | 1.16    |
| 1954      | 巨人      | 23    | 12    | 5     | 2     | 1        | 7     | 6     | --       | --          | .538  | 458   | 115.0    | 105      | 7           | 18       | --    | 1        | 45       | 0     | 0        | 41    | 30       | 2.35     | 1.07    |
| 1955      | 巨人      | 16    | 7     | 2     | 0     | 1        | 5     | 0     | --       | --          | 1.000 | 268   | 70.2     | 51       | 5           | 11       | 0     | 1        | 26       | 0     | 0        | 18    | 17       | 2.15     | 0.88    |
| 1956      | 巨人      | 7     | 3     | 0     | 0     | 0        | 0     | 0     | --       | --          | ----  | 76    | 18.0     | 23       | 1           | 3        | 0     | 0        | 6        | 0     | 0        | 7     | 6        | 3.00     | 1.44    |
| 通算：5年 | 通算：5年 | 85    | 41    | 17    | 4     | 2        | 23    | 13    | --       | --          | .639  | 1607  | 401.1    | 355      | 28          | 77       | 0     | 5        | 151      | 0     | 1        | 132   | 104      | 2.33     | 1.08    |

### 記録
初記録
- 初登板：1952年4月3日、対松竹ロビンス戦（後楽園球場）
- 初勝利：1953年4月16日、対広島東洋カープ戦（大竹警察学校）
- 初先発・初完投勝利：1953年4月21日、対洋松ロビンス戦（後楽園球場）

### 背番号
- 21 （1952年 - 1956年）
- 51 （1962年 - 1964年）